# Calcio Padova 1987-1988
Questa voce raccoglie i dati riguardanti il Calcio Padova nelle competizioni ufficiali della stagione 1987-1988.

## Stagione
Il Padova nell'annata 1987-1988 ancora affidato per la seconda stagione consecutiva all'allenatore Adriano Buffoni, dopo la promozione da poco conquistata, si è classificato al nono posto nella Serie B con 39 punti, gli stessi del Brescia. Un campionato di metà classifica, senza acuti e senza eccessivi rischi per il Padova, che raccoglie 20 punti nel girone di andata e 19 in quello discendente. Si sono messi in evidenza due degli attaccanti biancoscudati Fulvio Simonini preso dal Cesena e Claudio Fermanelli arrivato dalla Spal, il primo con 10 reti, il secondo autore di 9 centri. Salgono in Serie A il Bologna, il Lecce, la Lazio e l'Atalanta.
In Coppa Italia la squadra patavina è stata eliminata al primo turno nei gironi di qualificazione, classificandosi al quinto posto nel Girone 5, nel quale sono state ammesse agli ottavi di finale il Napoli e la Fiorentina. In questa stagione per la prima volta si sono sperimentate in questi gironi di qualificazione alcune nuove regole: chi vince incassa 3 punti, chi pareggia va ai rigori, la vincitrice si prende 2 punti, la sconfitta 1 punto. Il Padova su cinque partite ne perde due, ne pareggia tre, ai calci di rigore ottiene una vittoria da 2 punti con il Livorno, e due sconfitte da 1 punto con Modena ed Udinese.

## Divise e sponsor
Lo sponsor tecnico per la stagione 1987-1988 è stato NR, mentre lo sponsor ufficiale Coelsanus.
| Casa | Trasferta |

## Rosa
| N. |                   | Ruolo | Calciatore           |
| -- | ----------------- | ----- | -------------------- |
|    | Italia (bandiera) | P     | Mirko Benevelli      |
|    | Italia (bandiera) | P     | Mauro Pelosin        |
|    | Italia (bandiera) | D     | Emilio Da Re         |
|    | Italia (bandiera) | D     | Cornelio Donati      |
|    | Italia (bandiera) | D     | Luigi Russo          |
|    | Italia (bandiera) | D     | Riccardo Pasqualetto |
|    | Italia (bandiera) | D     | Devis Tonini         |
|    | Italia (bandiera) | C     | Giovanni Piacentini  |
|    | Italia (bandiera) | C     | Antonio Favaro       |
|    | Italia (bandiera) | C     | Ferdinando Ruffini   |

| N. |                   | Ruolo | Calciatore           |
| -- | ----------------- | ----- | -------------------- |
|    | Italia (bandiera) | C     | Francesco Casagrande |
|    | Italia (bandiera) | C     | Alessandro Bellemo   |
|    | Italia (bandiera) | C     | Damiano Longhi       |
|    | Italia (bandiera) | C     | Claudio Valigi       |
|    | Italia (bandiera) | C     | Massimo De Solda     |
|    | Italia (bandiera) | C     | Andrea Vincenzi      |
|    | Italia (bandiera) | A     | Fulvio Simonini      |
|    | Italia (bandiera) | A     | Claudio Fermanelli   |
|    | Italia (bandiera) | A     | Stefano Mariani      |
|    | Italia (bandiera) | A     | Diego Zanin          |

## Risultati

### Serie B

#### Girone di andata
| Arbitro: | Fiorenza (Siena) |

|                         |           |                 |
| Valigi 12’ Simonini 82’ | Marcatori | 2’ S. Schillaci |

| Arbitro: | Tarallo (Como) |

|  |           |                |
|  | Marcatori | 51’ S. Mariani |

| Arbitro: | Novi (Pisa) |

|                                               |           |  |
| Valigi 31’ (rig.) Fermanelli 67’ Simonini 75’ | Marcatori |  |

| Arbitro: | Cornieti (Forlì) |

|                |           |            |
| Sinigaglia 19’ | Marcatori | 67’ Longhi |

| Arbitro: | Acri (Novi Ligure) |

|                          |           |                                   |
| S. Mariani 46’ Da Re 79’ | Marcatori | 42’ (aut.) Casagrande 68’ Bergamo |

| Arbitro: | Frigerio (Milano) |

|             |           |                |
| Monelli 19’ | Marcatori | 41’ Fermanelli |

| Arbitro: | Cornieti (Forlì) |

|                |           |              |
| Casagrande 56’ | Marcatori | 11’ Pasculli |

| Arbitro: | Paparesta (Bari) |

|                   |           |  |
| Donati 54’ (aut.) | Marcatori |  |

| Arbitro: | Novi (Pisa) |

|                          |           |                     |
| Tomasoni 2’ Simonetta 9’ | Marcatori | 53’ (rig.) Simonini |

| Arbitro: | Luci (Firenze) |

|           |           |  |
| Russo 89’ | Marcatori |  |

| Bergamo 22 novembre 1987 11ª giornata | Atalanta        | 0 – 0 | Padova | Stadio Comunale\| Arbitro: \| Pucci (Firenze) \| |
| Arbitro:                              | Pucci (Firenze) |       |        |                                                  |

| Arbitro: | Coppetelli (Tivoli) |

|                |           |  |
| Fermanelli 84’ | Marcatori |  |

| Arbitro: | Frigerio (Milano) |

|                     |           |                        |
| Cipriani 34’ (rig.) | Marcatori | 22’ Russo 83’ De Solda |

| Arbitro: | Bailo (Novi Ligure) |

|           |           |          |
| Da Re 39’ | Marcatori | 10’ Osio |

| Arbitro: | Magni (Bergamo) |

|               |           |  |
| Marronaro 22’ | Marcatori |  |

| Arbitro: | Fabricatore (Roma) |

|  |           |                                           |
|  | Marcatori | 10’ Dossena 51’ D. Fontolan 55’ Galbagini |

| Arbitro: | Felicani (Bologna) |

|                           |           |  |
| Lombardo 17’ Rizzardi 66’ | Marcatori |  |

| Arbitro: | Quartuccio (Torre Annunziata) |

|                                    |           |                               |
| Simonini 46’ (rig.) Fermanelli 76’ | Marcatori | 79’ Paolucci 81’ (aut.) Russo |

| Arbitro: | Pucci (Firenze) |

|               |           |           |
| Maiellaro 57’ | Marcatori | 83’ Zanin |

#### Girone di ritorno
| Arbitro: | Nicchi (Arezzo) |

|                               |           |                     |
| Catalano 10’ S. Schillaci 63’ | Marcatori | 86’ (rig.) Simonini |

| Arbitro: | Novi (Pisa) |

|  |           |                             |
|  | Marcatori | 44’ Trevisan 65’ Signorelli |

| Arbitro: | Fabricatore (Roma) |

|           |           |  |
| Iorio 51’ | Marcatori |  |

| Arbitro: | Luci (Firenze) |

|                             |           |  |
| Zanin 42’ Valigi 79’ (rig.) | Marcatori |  |

| Modena 13 marzo 1988 24ª giornata | Modena            | 0 – 0 | Padova | Stadio Alberto Braglia\| Arbitro: \| Frigerio (Milano) \| |
| Arbitro:                          | Frigerio (Milano) |       |        |                                                           |

| Arbitro: | Lo Bello (Siracusa) |

|                          |           |  |
| Da Re 35’ Piacentini 71’ | Marcatori |  |

| Arbitro: | Dal Forno (Ivrea) |

|            |           |  |
| Barbas 66’ | Marcatori |  |

| Arbitro: | Casarin (Milano) |

|             |           |  |
| Ruffini 79’ | Marcatori |  |

| Padova 10 aprile 1988 28ª giornata | Padova              | 0 – 0 | Piacenza | Stadio Silvio Appiani\| Arbitro: \| Bailo (Novi Ligure) \| |
| Arbitro:                           | Bailo (Novi Ligure) |       |          |                                                            |

| Arbitro: | Amendolia (Messina) |

|                       |           |              |
| Casagrande 14’ (aut.) | Marcatori | 75’ Simonini |

| Arbitro: | Di Cola (Avezzano) |

|            |           |              |
| Ruffini 4’ | Marcatori | 26’ Bonacina |

| Arbitro: | Novi (Pisa) |

|                   |           |  |
| Soda 4’, 61’, 81’ | Marcatori |  |

| Arbitro: | Pucci (Firenze) |

|                |           |  |
| Fermanelli 59’ | Marcatori |  |

| Arbitro: | Calabretta (Catanzaro) |

|                                      |           |                |
| Di Nicola 28’ Turrini 77’ Baiano 88’ | Marcatori | 26’ Fermanelli |

| Arbitro: | Nicchi (Arezzo) |

|                                    |           |                                          |
| Fermanelli 68’ Simonini 75’ (rig.) | Marcatori | 9’, 18’ Marronaro 53’ Pradella 66’ Luppi |

| Arbitro: | Tuveri (Cagliari) |

|  |           |                |
|  | Marcatori | 39’ Fermanelli |

| Arbitro: | Pairetto (Torino) |

|                     |           |  |
| Simonini 52’ (rig.) | Marcatori |  |

| Arbitro: | Acri (Novi Ligure) |

|             |           |            |
| Roselli 10’ | Marcatori | 49’ Longhi |

| Arbitro: | Calabretta (Catanzaro) |

|                                  |           |                        |
| Fermanelli 51’ Simonini 65’, 81’ | Marcatori | 13’ Rideout 36’ Brondi |

### Coppa Italia

#### Primo turno
| Arbitro: | Frigerio (Milano) |

|  |           |          |
|  | Marcatori | 74’ Diaz |

| Arbitro: | Tuveri (Cagliari) |

|                                                  |                      |                                                  |
| Forte D'Aloisio Poddighe Marino Masolini Torroni | Tiri di rigore 4 – 3 | Longhi Favaro Fermanelli Zanin Cupini S. Mariani |

| Arbitro: | Acri (Novi Ligure) |

|                                        |                      |                                    |
| Cupini 18’ Russo 83’                   | Marcatori            | 24’ Protti 65’ Pontis              |
| Longhi Zanin Fermanelli Russo Simonini | Tiri di rigore 7 – 5 | Pontis Allegri Falsettini A. Rizzo |

| Arbitro: | Amendolia (Messina) |

|            |           |  |
| Careca 20’ | Marcatori |  |

| Arbitro: | Di Cola (Avezzano) |

|                                                       |                      |                                                                   |
| Longhi Russo Fermanelli Zanin Simonini Ruffini Donati | Tiri di rigore 4 – 5 | Chierico Vagheggi D. Fontolan Tagliaferri F. Rossi Bruno Pusceddu |